# Nelly Haalck
Nelly Haalck (* 11. August 1899 als Nelly Habke in Ostrohe, Holstein; † 9. März 1985) war eine deutsche Politikerin der DDR-Blockpartei (CDU).

## Leben
Nelly Haalck wurde als Tochter eines Lehrers im Kreis Norder-Dithmarschen geboren. Nach dem Besuch des Lyzeums in Heide und eines Oberlyzeums in Altona absolvierte Nelly Habke eine Ausbildung für Lehrerinnen von 1916 bis 1920. Sie studierte danach einige Semester Nationalökonomie in Hamburg und in Freiburg/Breisgau von 1920 bis 1922. Sie war die Ehefrau des Geophysikers Hans Haalck und führte den Haushalt der Familie. Ab 1943 wurde Nelly Haalck dienstverpflichtet beim Reichsamt für Bodenforschung, einer Nachfolgeeinrichtung der Preußischen Geologischen Landesanstalt (PGLA) in Berlin. Nach Ende des Zweiten Weltkrieges trat Nelly Haalck in die Politik ein. Sie wurde 1945 Mitglied der CDU in Brandenburg. Ursprünglich war sie Lehrerin, die nur in der Weimarer Republik ihren Beruf ausüben konnte, und – am Wohnort der Familie in Potsdam – Hausfrau und Mutter für ihre beiden Söhne, dem späteren Historiker Peter und dem Juristen Jörgen Haalck, sowie dann Politikerin in der SBZ und DDR. Zu DDR-Zeiten erinnerte sich Haalck im Zuge der in der DDR geführten Diskussion um die NS-Vergangenheit des Chefs vom Bundeskanzleramt Staatssekretär Globke an einen Elternabend in einem Potsdamer Gymnasium während der Nazi-Diktatur, auf dem mitgeteilt wurde, dass die Kinder jüdischer Eltern unverzüglich die Schule verlassen müssten, „obwohl sie zum Teil zu den besten Schülern gehörten“.

## Politik
1950  kam die CDU-Politikerin als Abgeordnete in den Brandenburgischen Landtag. Auf dem 4. Brandenburger Landesparteitag der CDU in Eberswalde im Juli 1950 wurde Nelly Haalck als eine Stellvertreterin des neuen Landesvorsitzenden Hermann Gerigk gewählt. Ihr Stellvertreteramt übte sie zeitweilig zusammen mit dem 2. Vorsitzenden des CDU-Landesverbandes Brandenburg Heinrich Lechtenberg aus. Im Landtag Brandenburgs gehörte Nelly Haalck zur Fraktion des Demokratischen Frauenbundes Deutschland laut Liste der Mitglieder des Brandenburger Landtags (1946–1952) 2. Wahlperiode.  Zweimal, 1954 und 1958, wurde die Frauenpolitikerin in die Volkskammer der DDR entsandt. Nelly Haalck war Mitglied des „Ausschusses für Eingaben der Bürger an die Volkskammer“. Sie besuchte 1958 als Kandidatin für die Volkskammer mehrere kirchliche Einrichtungen, um sich vorzustellen, darunter das von Diakonissen geleitete Oberlinhaus in Potsdam.
Nelly Haalck wurde 1958 „als berufene Vertreterin der Frauen in der CDU“ vom Hauptvorstand, dem sie seit 1956 angehörte, ins Präsidium der CDU unter dem Parteivorsitzenden August Bach gewählt und übte diese Funktion bis März 1962 aus. Als das nach dem 9. Parteitag der CDU 1958 gebildete Präsidium des Hauptvorstandes von Walter Ulbricht, dem Ersten Sekretär der SED empfangen wurde, nahm Nelly Haalck an der Zusammenkunft, zusammen mit August Bach, Friedrich Burmeister, Gerhard Desczyk, Fritz Flint, Gerald Götting, Wolfgang Heyl, Hansjürgen Rösner, Rudolph Schulze, Max Sefrin und Heinrich Toeplitz teil. Die Rolle dieser Blockpartei in der DDR wurde dabei u. a. im Blick auf ein einheitliches Deutschland betont, insbesondere hatte die Ost-CDU die von der SED-Führung damals noch akzeptierte Aufgabe bekräftigt, „bürgerliche Kreise für die nationale Wiedergeburt Deutschlands als friedliebender, demokratischer Staat zu gewinnen und in den sozialistischen Umwandlungsprozeß einzubeziehen“.
Da 1957 die DDR an einer gesamtdeutschen Politik in ihrem Sinne interessiert war, erhielt die Politikerin auf Vorschlag der CDU als Auszeichnung den Vaterländischen Verdienstorden mit der Begründung: „Nelly Haalck, Mitglied des CDU-Bezirksvorstandes Potsdam, Mitglied der Volkskammer und des Nationalrats (der Nationalen Front), hat sich besondere Verdienste in der gesamtdeutschen Arbeit und auf internationalen Frauenkonferenzen erworben.“ Zuvor wurden ihre Verdienste als Frauenpolitikerin mit der Verleihung der Clara-Zetkin-Medaille anerkannt. Als sie in den 1950er Jahren westdeutschen Frauen das Kloster Stift zum Heiligengrabe und die Hoffnungsthaler Anstalten – eine kirchliche Einrichtung für Menschen mit Behinderungen – vorstellte, würdigte die Politikerin „die hingebungsvolle Arbeit“ der vor allem in Lobetal hauptamtlichen Mitarbeitenden und bemühte sich dabei, um Vertrauen bei den (westdeutschen) Christen zur DDR zu werben, insbesondere aber „das Mißtrauen der westdeutschen Besucherinnen“ abzubauen. In der DDR bei „allen christlichen Menschen eine … vertrauensvolle Bereitschaft zur Mitarbeit zu wecken“, sah Nelly Haalck 1959, im zehnten Jahr des Bestehens der DDR, als Ziel ihrer politischen Arbeit an. In Heiligengrabe informierte sich Nelly Haalck mehrmals über die Arbeit der Schwestern des Friedenshorts in ihrem diakonischen Dienst am Nächsten, die 1945 nach ihrer Vertreibung aus dem Diakonissen-Mutterhaus in Miechowitz/Oberschlesien hier eine neue Heimat und Betätigung in der Betreuung von verwaisten Kindern fanden. Mit ihrem Engagement als Betreuerin von christlichen Frauengruppen aus Westdeutschland und ihren Besuchen als Volkskammerkandidatin bzw. -abgeordnete in Heiligengrabe, konnten Nelly Haalck jedoch nicht verhindern, dass die DDR-Behörden Ende der 1950er Jahre anordneten, die kirchlicherseits betreuten Nachkriegskinder in staatliche Heime unterzubringen. Nelly Haalck wurde sowohl in der Presse als auch im Rundfunk der DDR gelegentlich als Gastkommentatorin tätig.
Nelly Haalck war in ihrer zweiten Heimat Potsdam als Mitglied des Bezirksvorstandes der CDU, als Bezirkstagsabgeordnete und stellv. Vorsitzende des DFD-Bezirksvorstandes noch bis ins hohe Alter hinein politisch aktiv.
Im 75. Lebensjahr nannte Nelly Haalck als Resümee ihres Lebens, ihren Einsatz für Frauenrechte und dass sie „viel und weit“ reisen konnte. Zusammen mit ihrem Ehemann Hans Haalck reiste Nelly Haalck erstmals in der Weimarer Republik im Jahre 1927 nach Kanada. Sie gehörte Delegationen der DDR an, die unter anderen in westliche Hauptstädte fuhren. Beispielsweise nahm Nelly Haalck als Volkskammerabgeordnete an der Londoner Konferenz von Parlamentariern aus Ost und West zu Abrüstungsfragen im Februar 1960 teil.

## Auszeichnungen
- Clara-Zetkin-Medaille (1956)[27]
- Vaterländischer Verdienstorden in Silber (1957)[28] und in Gold[29]
- Ehrennadel des DFD  (1962)[30]
- Otto-Nuschke-Ehrenzeichen (1962)[31]
- Ernst-Moritz-Arndt-Medaille (1965)[32]
- Ehrennadel der DSF (1967)[33]
- Deutsche Friedensmedaille (1968)[34]